# Скуйбин, Владимир Николаевич
Влади́мир Никола́евич Скуйби́н (3 июня 1929 года, г. Москва, РСФСР, СССР, — 15 ноября 1963 года, г. Москва, РСФСР, СССР) — советский кинорежиссёр, сценарист.

## Биография
Родился 3 июня 1929 года в Москве. В 1947—1948 годах учился на актёрском отделении Театрального училища им. Щепкина, в 1948—1950 годах — на искусствоведческом отделении филологического факультета МГУ. В 1955 году окончил режиссёрский факультет ВГИКа (мастерская Г. Александрова). С 1955 года — режиссёр киностудии «Мосфильм».
Во время съёмок фильма «На графских развалинах» у режиссёра была обнаружена редкая неизлечимая болезнь — боковой амиотрофический склероз, приводящая к неизбежной атрофии всех мышц. Но несмотря на смертельное заболевание, Владимир Николаевич продолжал снимать фильмы. Последнюю свою картину «Суд» он снимал уже практически полностью обездвиженным. Руководить процессом съёмок ему помогала его верная супруга Нина Григорьевна Скуйбина.
Впоследствии режиссёр фильма «Девять дней одного года» Михаил Ромм признался, что характер главного героя, смертельно больного физика-ядерщика Дмитрия Гусева, роль которого в картине исполнил Алексей Баталов, они с Даниилом Храбровицким, сценаристом фильма, писали с Владимира Скуйбина. Образ Дмитрия Гусева для создателей картины стал своего рода памятником нравственному подвигу режиссёра
Владимир Скуйбин ушёл из жизни 15 ноября 1963 года после нескольких лет борьбы с боковым амиотрофическим склерозом. Похоронен в Москве на Новодевичьем кладбище (3-й участок, 56-й ряд).

### Семья
Жена — Нина Григорьевна Скуйбина (1930—1994), работала
главным редактором объединения киноработников на «Мосфильме»,
в 1970-е годы стала женой режиссёра Эльдара Рязанова.
Сын — режиссёр и сценарист Николай Владимирович Скуйбин (родился 31 июля 1954 года).

## Фильмография

### Режиссёр
- 1957 — На графских развалинах
- 1959 — Жестокость
- 1960 — Чудотворная
- 1962 — Суд (совместно с А. Манасаровой)

### Сценарист
- 1957 — На графских развалинах (совместно с И. Болгариным)

## Фильмы о Скуйбине
- 1965 — Всего одна жизнь (документальный, СССР)